# ويليام رينولدز
ويليام رينولدز (بالإنجليزية: William Reynolds)‏ (22 يوليو 1879 بمانشستر في المملكة المتحدة - ) هو لاعب كرة قدم بريطاني (وحمل سابقاً جنسية المملكة المتحدة لبريطانيا العظمى وأيرلندا) في مركز الهجوم. لعب مع سويندون تاون وغريمسبي تاون ومانشستر سيتي ونادي ليتون أورينت وBurton United F.C. ‏ وCroydon Common F.C. ‏.